# مانفرد اگلین
مانفرد اگلین (انگلیسی: Manfred Eglin; ۱۰ اکتبر ۱۹۳۵ – ۱۰ اوت ۲۰۰۱) بازیکن فوتبال اهل آلمان بود.
از باشگاه‌هایی که در آن بازی کرده‌است می‌توان به باشگاه فوتبال کارلسروهه اف‌وی اشاره کرد.